# Reduto da Areia Larga

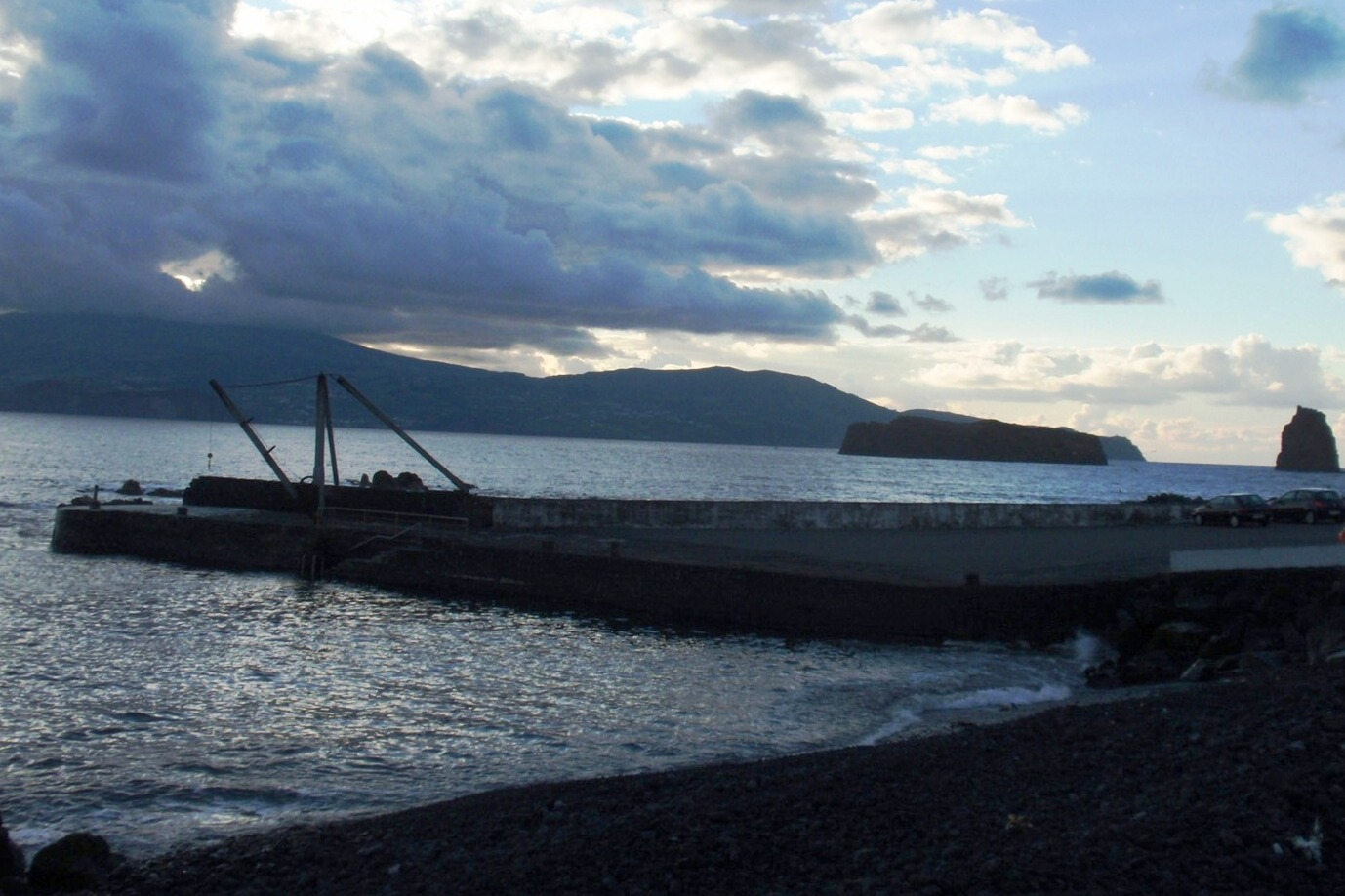
Cais da Areia Larga, Madalena do Pico.

O Reduto da Areia Larga localizava-se na povoação da Areia Larga, na freguesia da Madalena, no concelho da Madalena, na ilha do Pico, nos Açores.
Em posição dominante sobre este trecho do litoral, constituiu-se em uma fortificação destinada à defesa do antigo cais da Areia Larga contra os ataques de piratas e corsários, outrora frequentes nesta região do oceano Atlântico.
O porto da Areia Larga servia como alternativa ao cais da Madalena do Pico, quando o mau estado do mar a isso obrigava.

## História
No contexto da Guerra da Sucessão Espanhola (1702-1714) encontra-se referido como "Dous Redutos da Madalena, e a arèa larga, e S. Roque." na relação "Fortificações nos Açores existentes em 1710".
A estrutura não chegou até aos nossos dias.